# Иван Наков
Иван Стоянов Наков е български политик, АБПФК.

## Биография
Роден е на 4 ноември 1891 година в град Кюстендил. Завършва начално образоване в родния си град. Участва в шивашката стачка (1908) и в стачката на тютюневите работници (1928) в Кюстендил. Член на Работническата партия (от 1927). Секретар (1928 – 1936) на Околийския комитет на Работническата партия и член на Околийския комитет на БКП (1932 – 1934) в Кюстендил. През 1936 г. е осъден на затвор, а през 1941 г. е интерниран в концлагера „Кръсто поле“. През 1941 г. отново е задържан и съден, но е оправдан поради недоказаност.
След 9 септември 1944 г. е избран за народен представител в VI велико народно събрание (7 ноември 1946 – 21 октомври 1949).
На 15 май 1949 г. са проведени първите след 9 септември 1944 г. общински избори, като длъжността „кмет“ е преименувана на „председател на Общински Народен съвет“. Иван Наков е избран и е председател на ИК на ГОНС – Кюстендил от 15 май 1949 г. до 10 октомври 1950 г. 1949 – 1950 г. Като кмет работи за изпълнение на въведения петгодишен народостопански план.
След 1950 г. отново е народен представител. Носител на орден „Девети септември 1944 г.“, III ст.